# En själslig angelägenhet
En själslig angelägenhet är ursprungligen ett filmmanus av Ingmar Bergman, daterat Fårö den 11 augusti 1972. Manuset kom att utvecklas och bearbetas under 1980-talet, men blev aldrig film av Bergman, tänkt för en kvinnoroll och bestående av enbart närbilder. Istället landade texten som en enaktare för Radioteatern 1990. Den är även utgiven som novell i Föreställningar (2000).

## Handling
Viktoria Egerman är en medelålders kvinna som plågas av sin ensamhet. Hennes äktenskap är kärlekslöst och hon misstänker maken för otrohet. När han plötsligt dör, hamnar hon på ett hospital. Det förgångna och nuet flyter samman. Viktoria kommer ihåg, drömmer, fantiserar och hallucinerar. Hon återupplivar sin man, mor, far och vänner.

## Uppsättningar
- En själslig angelägenhet (Radioteatern / 1990) Regi: Ingmar Bergman • Jane Friedmann, Aino Taube.
- Une affaire d'âme (Theâtre Ocean Nord, Bryssel / 2008) Regi: Myriam Saduis •  Anne-Sophie de Bueger,  Florence Hebbelynck.
- Une histoire d’âme (Les Célestins Théâtre, Lyon / 2011) Regi: Bénédicte Acolas • Sophie Marceau.
- A spiritual matter (Demon Theater, Los Angeles / 2012) Regi: Anna Lerbom •  Inessa Gunther, Nina Sallinen.
- Une histoire d’âme (CG Cinéma, Arte France / 2015) Regi: Bénédicte Acolas • Sophie Marceau.
- Viktoria (YLE, Helsinki, Finland / 1993) Regi: Pekka Kyrö • Tuula Nyman , Rauha Puntti.